# Frans van Waesberghe
Franciscus Josephus Ludovicus Maria (Frans) van Waesberghe (Antwerpen, 7 juli 1868 – Hulst, 4 april 1934) was een Nederlands burgemeester.
Van Waesberghe werd geboren in Antwerpen als zoon van Ludovicus van Waesberghe en Martina Antonia Maria Janssens. Zijn vader was burgemeester van Hulst, lid van de Zeeuwse Provinciale Staten en vanaf 1893 ook van Gedeputeerde Staten. Frans van Waesberghe volgde zijn vader op als burgemeester van Hulst en vervulde deze functie van 1904 tot 1925. Beide waren erg betrokken bij de belangenbehartiging van stad en streek - zo waren ze betrokken bij de oprichting van de gasfabriek, diverse scholen en sociale verenigingen in Hulst. 
Van Waesberghe was getrouwd met Julia Josephe Marie Ceulemans.